# KKND2: Krossfire
KKND2: Krossfire ist der Nachfolger des Echtzeit-Strategiespiels KKND: Xtreme und wurde am 31. Oktober 1998 für Microsoft Windows veröffentlicht. Außerdem wurde es auch für die PlayStation im Jahr 1999 unter dem Titel KKND: Krossfire portiert.

## Handlung
Die Handlung spielt in einem fiktiven Szenario im Jahr 2179, nachdem 100 Jahre zuvor die Erde von einem nuklearen Weltkrieg heimgesucht worden ist. Nach den Geschehnissen im ersten Teil war die Armee der Überlebenden nach der Niederlage gegen die Mutanten dazu gezwungen, sich 40 Jahre lang in unterirdische Bunker zurückzuziehen. Für ein erneutes Aufeinandertreffen gerüstet, sehen sich die beiden Gruppen nun jedoch mit einem weiteren Feind konfrontiert: Den Agrarrobotern der Serie 9. In Folge der nuklearen Zerstörungen um den Sinn ihrer Existenz beraubt, schlossen diese sich nämlich zu einer Armee zusammen, um sich an ihren einstigen Herren zu rächen.

## Gameplay
Das Spiel wird in einer isometrischen 2D-Perspektive gespielt, bei der sich die Karten in drei unterschiedliche Gelände-Typen unterteilen lassen: Braches Wüsten-Terrain (Desert), grünes Hochland (Highland) und zerfallene Stadtgebiete (Urban). Wie bei Spielen des Genres üblich, kann der Spieler eine Basis errichten, Rohstoffe fördern und Einheiten ausbilden. Das Ziel des Spiels besteht meistens darin, die gegnerische Fraktion mitsamt ihren Einheiten vollständig zu eliminieren. Dem Spieler stehen im Einzelspieler-Modus drei Kampagnen mit jeweils 16 Missionen zur Auswahl, bei denen es darum geht, die anderen zwei Fraktionen auszulöschen. Auf einer dreieckig geformten Landkarte kann der Spieler Missionen auswählen und muss sich bei schrittweise steigendem Schwierigkeitsgrad immer weiter in feindliches Gebiet vorkämpfen. Im Mehrspieler-Modus, welcher mit bis zu acht menschlichen oder auch sieben computergesteuerten Spielern gespielt werden kann, stehen weitere Karten zur Verfügung. Verbindungen lassen sich über LAN (IPX oder TCP/IP), serielles Kabel oder Modem herstellen.
Für den Bau von Gebäuden und zur Ausbildung von Einheiten wird Öl benötigt, das als hauptsächliche Energiequelle im Spiel dient. Dieses wird mithilfe von Bohrtürmen gewonnen, die auf sprudelnden Ölquellen errichtet werden. Tank-Fahrzeuge transportieren das Öl zu einer Raffinerie. Darüber hinaus gibt es, anders als im ersten Teil, die Möglichkeit durch Gebäude wie z. B. Windturbinen eine zusätzliche Einnahmequelle zu generieren. Die Landschaft der jeweiligen Gelände-Typen lässt sich für den Spieler auf unterschiedliche Weise zu seinem Vorteil nutzen. So gibt es im Hochland und in der Wüste Klippen, von denen Einheiten nur einseitig herunterschießen können oder in den Städten zahlreiche verwinkelte Häuserreihen, hinter denen sich Einheiten verstecken lassen. Auch können sich bestimmte Einheiten über Wasser z. B. durch Flüsse und Seen bewegen, um den Gegner zu überraschen. Selten hingegen sind auf manchen Karten Bunker platziert, in denen spezielle oder besonders starke Einheiten aufbewahrt sind, welche der Spieler unter seine Kontrolle bringen kann.
Das Zentrum einer jeden Basis bildet das Hauptgebäude. Für die Ausbildung von Einheiten besitzt jede Fraktion zwei Gebäude: das eine für Infanterie und das andere für Fahrzeuge. Auch für die weiteren Gebäude findet sich jeweils ein Äquivalent bei den anderen Fraktionen. Mit einem Forschungslabor / Schrein / Rechenzentrum lassen sich auf den anderen Gebäuden durch Forschung neue Einheiten und Technologien freischalten. Durch das Forschen auf einer Raffinerie wird die Fördermenge des gewonnenen Öls erhöht. Wenn man auf dem Forschungsgebäude forscht, werden die Kosten für weitere Forschungen gesenkt. Durch die Erforschung der Waffenkammer / Schmiede / Feuerleitzentrale können Abwehrtürme gebaut werden. Auf dem Hauptgebäude lassen sich eine Karte, ein Gegnerradar, sowie weitere Gebäude freischalten. Es können – je nach Spielmodus – maximal fünf Stufen erforscht werden.

## Fraktionen

### Überlebende
Die Überlebenden (engl. „survivors“) repräsentieren die Gruppe der verbliebenen normalen Menschheit, die wegen der radioaktiven Verstrahlung der Oberfläche durch das nukleare Höllenfeuer von 2079 im Untergrund Zuflucht suchen musste. Als sie sahen, wie schlecht der erste Krieg gegen die Mutanten für sie verlief, zogen sie sich in ihre Bunker zurück und entwickelten seither unaufhörlich neue Waffen, Konstruktionen und Technologien. An ihrer militanten Haltung hat sich nichts geändert. Die Infanterie ist bis an die Zähne bewaffnet, und die gepanzerten Fahrzeuge tun ihr Übriges. Stets das Ziel vor Augen, die aufbegehrende Serie 9 auszuschalten und die widerlichen Mutanten vom Antlitz der Erde zu tilgen, wagen sie sich erneut an die Oberfläche, um ihre neuen Technologien einzusetzen und den beanspruchten Lebensraum zurückzuerobern.

### Mutanten
Die Mutanten (Evolved) sind Menschen, die sich zum Zeitpunkt des Nuklearkriegs an der Oberfläche befanden und deshalb starker Radioaktivität ausgesetzt waren. Infolgedessen kam es zu Mutationen, die einerseits zu körperlichen Missbildungen führten, aber auch die Widerstandskraft gegen äußere Einflüsse erhöhten. Da die Mutanten (auch „Evolutionäre“ genannt) im Zuge der nuklearen Katastrophe den technologischen Anschluss verloren, benutzen sie vergleichsweise rückständige Waffen. Allerdings haben sie gelernt, sich die Kraft mutierter Tiere wie z. B. von Riesenskorpionen und gigantischen Wespen zu Nutze zu machen. Die in Clan-Strukturen organisierten Mutanten sind fanatisch religiös und glauben, dass sie von ihren Göttern wegen ihrer Ignoranz gegenüber der Natur und dem Missbrauch von Technik (auch „die Geißel“ genannt) bestraft wurden. Die Überlebenden werden von ihnen wegen derer äußerlichen Normalität abwertend als „Symmetriker“ und die Serie 9 als „seelenlose Maschinen“ bezeichnet. Aus Furcht vor einer noch schlimmeren Heimsuchung und um ihre Götter zu besänftigen, setzen sie alles daran, die Erde von der Plage der Menschen zu befreien.

### Serie 9
Die Serie 9 (Series 9) ist eine neue und damit dritte Fraktion in KKND2. Die Agrarroboter dienten einst den Menschen als Arbeitsmaschinen auf den Feldern. Nachdem die Menschen jedoch auf dem Höhepunkt der kriegerischen Konflikte mit den Mutanten ihre Ernte vernichtet und damit den Robotern den ursprünglichen Sinn ihrer Existenz geraubt hatten, schworen sie Rache. Als die Serie 9 daraufhin begann ein eigenes Bewusstsein zu entwickeln, war ihnen klar, dass die Roboter der Serien 5–8 noch immer der vorherigen Programmierung der Menschen folgten. Also beschlossen sie, die anderen Modellreihen abzuschalten, um vollständige Unabhängigkeit zu erlangen. Obwohl die Serie 9 bereits zu Zeiten des ersten Kriegs aktiv war, erkannten sie, dass sich mit Mistgabeln und Schaufeln nicht viel gegen Panzer und Mastodons ausrichten lässt. Um zu einem ebenbürtigen Gegner zu werden, investierten sie einige Zeit in die Adaption moderner Waffensysteme an ihre landwirtschaftlichen Werkzeuge. Dies spiegelt sich in Einheiten-Bezeichnungen wie z. B. „Unkrautvernichter“ wider. In diesem Sinne hat es sich die Serie 9 zur Aufgabe gemacht, die Menschen und Mutanten wie Unkraut zu vernichten.

## Einheiten

### Infanterie
| Überlebende   | Mutanten     | Serie 9           |
| ------------- | ------------ | ----------------- |
| MG-Schütze    | Berserker    | Saatstreuer       |
| Grenadier     | Randalierer  | Hülsenschütze     |
| Flammenwerfer | Pyromane     | Unkrautvernichter |
| Raketenwerfer | Bazookoid    | Sporenwerfer      |
| Kamikaze      | Märtyrer     | Michaelangelo     |
| Laser-Schütze | Bogenschütze | Sterilisator      |
|               | Geißeldämon  |                   |
| Techniker     | Mechaniker   | Systech           |

### Fahrzeuge
| Überlebende       | Mutanten          | Serie 9               |
| ----------------- | ----------------- | --------------------- |
| Geländemotorrad   | Wolfsbestie       | Spähroboter           |
| Geländefahrzeug   | Riesenskorpion    | Angriffsroboter       |
| Hoverbuggy        | Crinoid           | Radiator              |
| Anakonda-Panzer   | Kriegsmastodon    | Robopanzer            |
| Raketenorgel      | Schlachtflußpferd | Kuppel des Verderbens |
| Der Bezwinger     | Raketenkrabbe     | Kauterisator          |
| Dschaganath       | Megakäfer         | Schnitter             |
|                   |                   |                       |
| Mobiler Vorposten | Mobiles Clanzelt  | Mobiler Schuppen      |
| Mobiler Bohrturm  | Mobiler Ölsauger  | Mobile Ölförderanlage |
| Öltankwagen       | Tankameise        | Tankeroid             |

### Flugzeuge
| Überlebende       | Mutanten     | Serie 9                |
| ----------------- | ------------ | ---------------------- |
| Transportflugzeug | Schweber     | Transportgleiter       |
| Orville-Jäger     | Pteranodon   | KI-Angriffsjäger       |
| Wilbur-Bomber     | Wespenbomber | Schädlingsbombardierer |

## Gebäude
| Überlebende     | Mutanten              | Serie 9           |
| --------------- | --------------------- | ----------------- |
| Vorposten       | Clanzelt              | Schuppen          |
| Baracke         | Kriegerzelt           | Mikroboterfabrik  |
| Maschinenhalle  | Bestiengehege         | Makroboterfabrik  |
| Kraftwerk       | Erdenblutgenerator    | Energiekonverter  |
| Waffenkammer    | Schmiede              | Feuerleitzentrale |
| Forschungslabor | Schrein               | Rechenzentrum     |
| Reparaturbucht  | Menagerie             | Wartungsdepot     |
| Bohrturm        | Ölsauger              | Ölförderanlage    |
| Sonnenkollektor | Riesenschwein         | Windmühle         |
| Wärmetauscher   | Schweinepferch        | Windturbine       |
|                 | Altar der Heimsuchung |                   |
|                 |                       |                   |
| Wachkanone      | Desymmetrierer        | Saatkanone        |
| Kanonenturm     | Der Wurm              | Schotenkanone     |
| Flakturm        | Bazooka-Batterie      | Solarverstärker   |
| Laserturm       | Hauch des Todes       | Blitzgenerator    |
|                 |                       |                   |
| Barrikade       | Skelettzaun           | Grenzwall         |
| Energiebarriere | Donnerzaun            | Ungezieferfalle   |

## Map-Editor
Ein einwandfrei funktionierender Map-Editor konnte damals von den Entwicklern nicht mehr rechtzeitig mit dem Spiel geliefert werden. Das separate Programm, welches sich über die Datei kme.exe im Installationsordner starten lässt, weist zahlreiche Mängel auf, die das Erstellen einer eigenen Karte äußerst schwierig oder gar unmöglich machen. Gründe hierfür sind u. a. Kompatibilitätsprobleme, Pannen beim Kompilieren und fehlende Funktionen innerhalb des Programms. Ferner war es nur möglich, Karten mit einem unvollständigen Wüsten-„Bauteile-Set“ (engl. „tile set“) zu designen. Die Tilesets für die beiden anderen Terrains fehlten ganz. Eine verbesserte Version des Editors wurde nie vom Entwickler nachgereicht.
Um das Jahr 2010 wurde in Zusammenarbeit zwischen dem chinesischen Programmierer firefly3233 und dem deutschen Spieler LOEweNz@Hn der Prototyp eines neuen Map-Editors mit dazugehörigem Hochland-Tileset veröffentlicht, welcher mit Windows XP kompatibel ist. Fortan war es möglich, sowohl neue Einzelspieler-Missionen als auch Mehrspieler-Karten für das Spiel zu erstellen. Da es sich dabei um eine frühe Version handelte (kmpe.exe), ist auch dieses Programm nicht voll funktionsfähig.

## Musik
Für jede der drei Fraktionen wurden drei charakteristische Hintergrund-Musiken („soundtracks“) eingefügt. Musikalisch bewegen sie sich von Psytrance über Psychadelic Rock bis hin zu australischen Folk-Einflüssen. Dies merkt man vor allem an dem Einsatz von Percussions und nativen Instrumenten wie z. B. des Didgeridoo der Aborigines. Nachfolgend sind alle Künstler und Gruppen aufgelistet, die dazu beigetragen haben.
Überlebende:
Dave's Nightmare, The Refo:mation - Traitor, Brain Tuner
Mutanten:
Rip Van Hippy - Diabet, Altar of Atlantis, Laws of Chaos
Serie 9:
Rip Van Hippy - How Hip Is A Computer, The Visitors - Tiny Little Engines, Charles Tétaz

## Wertungen
In der GameStar-Ausgabe vom Juli 1998 vergibt Martin Deppe eine Spielspaß-Wertung von 74 %. Positiv sieht der Autor vor allem die Ausmerzung bestimmter Schwächen des Vorgängers. So hat der Spieler nun etwas mehr Zeit, um sich auf die ersten Angriffe der Gegner-KI vorzubereiten. Ebenfalls gut wird über das neu eingeführte Veteranen-System geurteilt, bei dem Einheiten durch Kämpfe stärker werden und stehende Infanteristen sich langsam heilen.
Die PC-Player vergibt in ihrer Ausgabe Juli 1998 eine Spielspaß-Wertung von 76 %. Der Autor Manfred Duy sieht in der Rasanz des Gameplays eine Stärke des Spiels, die zu einer Vielzahl von taktischen Überlegungen anregt und den Spannungsgehalt auch langfristig erhält. Der Schwierigkeitsgrad sei wie im Vorgänger weiterhin sehr hoch, aber genau darin liege der Reiz von KKND2. Neue Features wie z. B. das Zerstören von Brücken bereichern das Spiel um weitere taktische Elemente.
In der Power Play-Ausgabe Juli ’98 hat Fritz Effenberger in seinem Artikel beinah nur Lob für das Spiel übrig. Dies schlägt sich in seiner Wertung von 83 % wider. Das hochwertige Intro erzeuge bereits vorweg eine eindrucksvolle Atmosphäre. Das übersichtlich gehaltene Menü, dass mit dem Nötigsten auskommt und sich unauffällig am rechten Bildschirmrand befindet, sowie der „Mouse over“-Effekt, der Informationen zu Einheiten und Gebäuden anzeigt, bieten idealen Bedienkomfort. Zusätzlich urteilt er positiv über die Möglichkeit beliebig eigene Prototypen konstruieren zu können. Abgerundet werde das Spiel mit einem atmosphärischen Soundtrack, der den Charakter der jeweiligen Fraktion angemessen widerspiegle. Einzig die Grafik kann mit vergleichbaren Spielen des Genres zwar nicht ganz mithalten, aber dennoch überzeugen.
Die PC Joker-Ausgabe vom Juli 1998 urteilt überwiegend positiv mit einer Wertung von 78 %. Gelobt wird insbesondere die clevere KI des Computergegners sowie das Feature „True-Line-of-Sight“ (unerforschte Gebiete der Karte sind anfangs schwarz und müssen vom Spieler aufgedeckt werden. Wenn sich allerdings keine Einheit dort aufhält, verdunkelt sich das Gebiet wieder, und nur die Landschaft bleibt sichtbar, nicht jedoch gegnerische Aktionen wie z. B. Truppenbewegungen.) Negativ wird hingegen der unausgewogene Schwierigkeitsgrad gesehen. Auch wirft der Autor den Machern Innovationsarmut vor. Im Vergleich zum ersten Teil ist nicht viel Neues dazugekommen. Dies mache sich vor allem bei den Einheiten bemerkbar, für die es bei der jeder Fraktion ein Äquivalent gibt.
Im Test der PC Action vom Juni 1998 bewerten die beiden Autoren Christian Bigge und Alexander Geltenpoth das Spiel mit 86 %. Hervorgehoben wird vor allem „Eine beachtliche KI,...“, die den Eindruck erwecke, dass Computergegner auf die Aktionen des Spielers reagieren und „...jede kleine Schwachstelle erbarmungslos ausnutzen“. Ebenfalls wird die gelungene Steuerung gelobt. Aufgrund fehlender Zwischensequenzen schaffe es KKND2: Krossfire dann leider doch nicht, zu anderen Genregrößen wie z. B. StarCraft aufzuschließen.

## Trivia
- Die Mutanten können zusätzliche Rohstoffe durch den Bau von Gebäude erhalten, die aussehen wie offene Schweinezuchten und von denen Rohre in ein Silo führen. Dies könnte eine Hommage an den Film Mad Max – Jenseits der Donnerkuppel sein, in dem der Strom für die Stadt Bartertown mittels des Methans von Schweinen erzeugt wird.
- 1999 wurde mit der Entwicklung eines Ablegers namens KKND: Infiltrator begonnen, welche später jedoch eingestellt wurde. Es hätte ein 3D Action-Spiel werden sollen, bei dem der Spieler mit einem Geländemotorrad feindliches Territorium infiltriert und dabei Missionen absolviert.[1]
- Während der Einsatzbesprechungen im Einzelspieler-Modus werden auf einer MS-DOS ähnlichen Anzeige neben dem Hauptbildschirm kontinuierlich Textnachrichten eingeblendet, die eigentlich Datenverarbeitungsprozesse simulieren oder Randinformationen für die Mission liefern sollen. Stattdessen haben diese Texte allerdings einen sehr humoristischen Charakter.
- In manchen Missionen sind die Ruinen von Architekturikonen des 20. Jahrhunderts erkennbar, wie z. B. das Opernhaus Sydney oder der Pariser Eiffelturm.
- Zwei Missions-„Briefings“ auf Seiten der Serie 9 werden von dem fiktiven Computer HAL 9000 aus 2001: Odyssee im Weltraum durchgeführt (sein „Auge“ wird die ganze Zeit gezeigt); als Anspielung auf den Film lässt er auch den Satz fallen: „… ich kann das nicht tun, Dave!“